# العلاقات البرازيلية الكونغوية
العلاقات البرازيلية الكونغولية هي العلاقات الثنائية التي تجمع بين البرازيل وجمهورية الكونغو.

## مقارنة بين البلدين
هذه مقارنة عامة ومرجعية للدولتين:
| وجه المقارنة                                              | البرازيل | [[تصنيف:صفحات تستخدم رمز علم غير موجود\|]] جمهورية الكونغو |
| --------------------------------------------------------- | --- | ---------------------------------------------------------- |
| المساحة (كم2)                                             | 8.52 مليون | 342.00 ألف                                                 |
| عدد السكان (نسمة)                                         | 202.66 مليون | 5.26 مليون                                                 |
| الكثافة السكانية (ن./كم²)                                 | 23.79 | 15.38                                                      |
| العاصمة                                                   | برازيليا، ريو دي جانيرو | برازافيل                                                   |
| اللغة الرسمية                                             | برتغالية برازيلية، Brazilian Sign Language ‏ | لغة فرنسية                                                 |
| العملة                                                    | ريال برازيلي، كروزيرو ريال برازيلي ‏، كروزيرو البرازيلية (1990–1993)، البرازيلي كروزادو نوفو، كروزادو برازيلي، cruzeiro ‏، كروزيرو البرازيلية (1942–1967)، الريال البرازيلي (قديم) | فرنك وسط أفريقي                                            |
| الناتج المحلي الإجمالي (بليون دولار)                      | 2.06 تريليون | 8.72 مليار                                                 |
| الناتج المحلي الإجمالي (تعادل القوة الشرائية) بليون دولار | 3.22 تريليون | 29.48 مليار                                                |
| الناتج المحلي الإجمالي الاسمي للفرد دولار أمريكي          | 8.54 ألف | 1.85 ألف                                                   |
| الناتج المحلي الإجمالي للفرد دولار أمريكي                 | 15.89 ألف |                                                            |
| مؤشر التنمية البشرية                                      | 0.754 | 0.591                                                      |
| رمز المكالمات الدولي                                      | +55 | +242                                                       |
| رمز الإنترنت                                              | .br | .cg                                                        |
| المنطقة الزمنية                                           | | ت ع م+01:00                                                |

## منظمات دولية مشتركة
يشترك البلدان في عضوية مجموعة من المنظمات الدولية، منها:
| علم المنظمة | اسم المنظمة                        | تاريخ انضمام البرازيل | تاريخ انضمام جمهورية الكونغو |
| ----------- | ---------------------------------- | --------------------- | ---------------------------- |
|             | البنك الدولي للإنشاء والتعمير      | 14 يناير 1946         | 10 يوليو 1963                |
|             | يونسكو                             | 4 نوفمبر 1946         | 24 أكتوبر 1960               |
|             | منظمة التجارة العالمية             | ?                     | ?                            |
|             | وكالة ضمان الاستثمار متعدد الأطراف | 7 يناير 1993          | 16 أكتوبر 1991               |
|             | البنك الإفريقي للتنمية             | ?                     | ?                            |
|             | منظمة الشرطة الجنائية الدولية      | ?                     | ?                            |
|             | مؤسسة التمويل الدولية              | 31 ديسمبر 1956        | 1 أكتوبر 1980                |
|             | الأمم المتحدة                      | 24 أكتوبر 1945        | 20 سبتمبر 1960               |
|             | مؤسسة التنمية الدولية              | 15 مارس 1963          | 8 نوفمبر 1963                |
|             | الفريق المعني برصد الأرض           | ?                     | ?                            |
|             | منظمة حظر الأسلحة الكيميائية       | ?                     | ?                            |

## وصلات خارجية
- موقع وزارة الخارجية البرازيلية